# Orazio Orazi

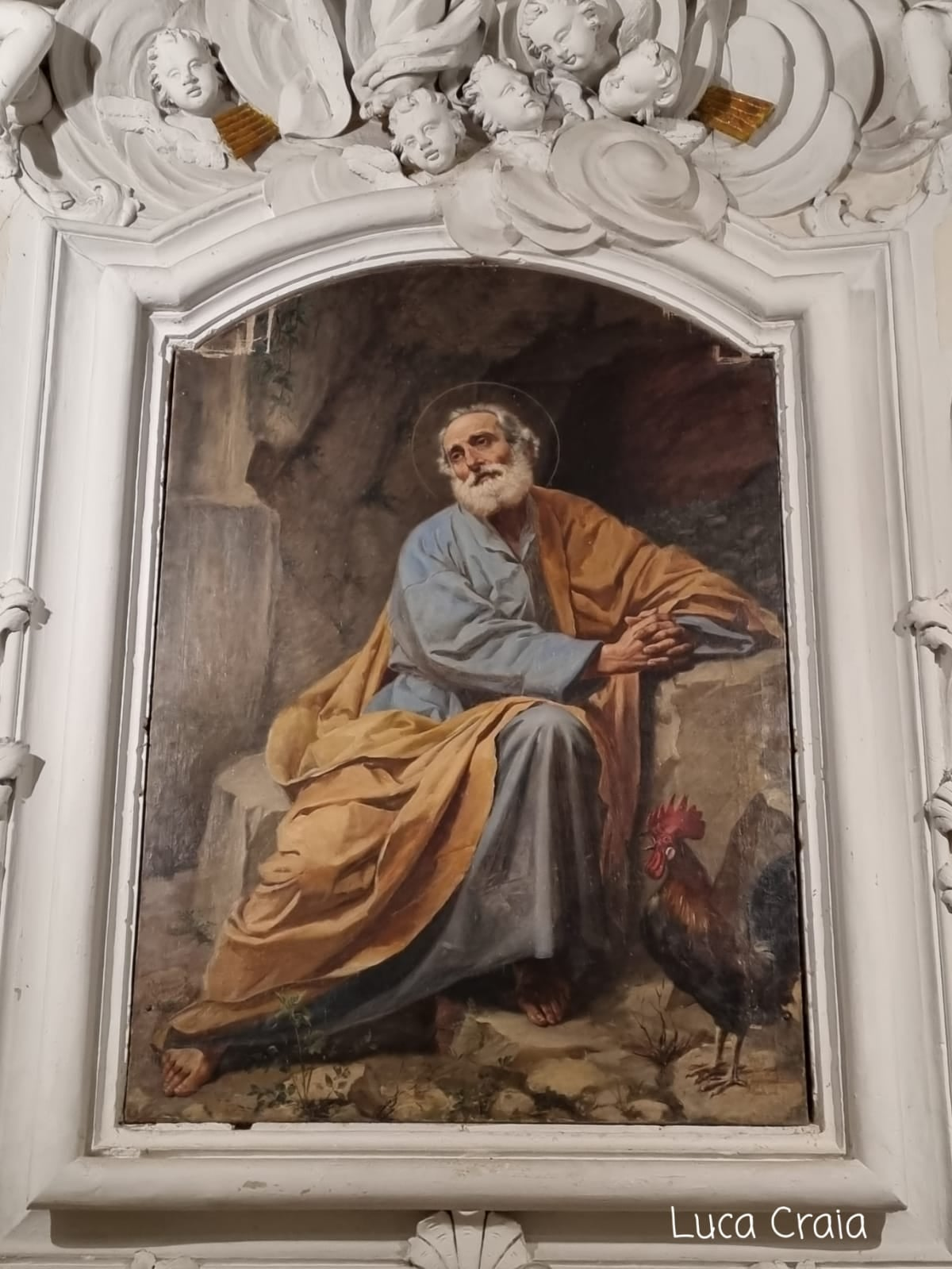
San Pietro con Gallo - 1903 - Montegranaro (FM) chiesa di San Pietro.

Orazio Orazi (Camerino, 21 settembre 1848 – Camerino, 22 settembre 1912) è stato un pittore e presbitero italiano.

## Biografia
Dopo gli studi in un seminario a Camerino, fu ordinato sacerdote, ma ottenne il permesso di studiare pittura a Roma per dodici anni nello studio di Luigi Fontana, poi nell'Accademia di San Luca.
Nel 1880 dipinse un'Addolorata per la chiesa di Massaprofoglio, frazione di Muccia, in provincia di Macerata. Nel 1883 espose a Roma una tela raffigurante I funerali della Beata Camilla Battista da Varano del Ducato di Camerino. All'Esposizione nazionale di Torino del 1884 espose una Santa Lucia davanti a Paschasius, prefetto romano di Siracusa, ora conservata presso la chiesa di San Venanzio a Camerino. Nel 1889 dipinse gli affreschi murali dell'abside della chiesa del convento dei Passionisti a Sant'Angelo in Pontano con scene della vita della Vergine.
Nel 1891 completò una pala d'altare raffigurante L'Apparizione del Sacro Cuore alla Beata Margherita Maria Alacoque per il Santuario della Vergine del Rosario di Pompei. Nel 1892 gli viene commissionata una copia del Crocifisso di San Damiano per la chiesa di San Francesco a Pontelatrave, frazione di Camerino.
Orazi dipinse anche decorazioni ad affresco. Ad esempio, completò il ciclo di affreschi, dipinti a encausto, per la chiesa di Santa Maria in Via, a Camerino. Tra i soggetti da lui raffigurati ci furono L'Eterno tra gli angeli dell'abside, L'Incoronazione della Vergine negli archi e Arrivo alla chiesa da Smirne dell'icona della Vergine da Smirne e Un'incoronazione dell'icona il 14 giugno 1864 durante la traversata. Nel 1903 dipinse San Pietro con il Gallo per la chiesa di San Pietro a Montegranaro, a Fermo. Nel 1906 decorò il presbiterio della chiesa del Beato Antonio d'Amandola a Fermo, raffigurando scene della vita di Antonio. Nel 1911 dipinse una Madonna con Bambino e i Santi Domenico e Caterina per la chiesa di Sant'Urbano ad Apiro.
Altre opere attribuite ad Orazi sono pale d'altare nella chiesa di S. Lorenzo a Mergo, in provincia di Ancona (San Pietro) e nella chiesa di San Giacomo a Camerino (Santi Lucia e Giuda).